# Британский губернатор Цейлона
Британский губернатор Цейлона (англ. British governor of Ceylon) — должностное лицо, управлявшее Цейлоном (впоследствии Шри-Ланка) в течение британского колониального господства между 1798 и 1948 годами.
С окончанием британского правления и созданием доминиона Цейлон в 1948 году эта должность была заменена на пост генерал-губернатора, который представлял лишь британского монарха, в отличие от губернатора, который представлял правительство Соединённого Королевства. Должность генерал-губернатора была упразднена в 1972 году, вместо неё был введён пост президента, когда Шри-Ланка стала республикой.

## Полномочия
Губернатор, назначаемый британским монархом (по совету премьер-министра), обладал на Цейлоне исполнительной властью на протяжении всего британского правления. Он являлся главой исполнительного совета и правительства Британского Цейлона. Губернатор занимал самую влиятельную должность на Цейлоне, за исключением периода Второй мировой войны, когда адмирал сэр Джеффри Лейтон был назначен главнокомандующим Цейлона, получив при этом власть, превышающую полномочия губернатора. Губернатор в силу занимаемой должности являлся также канцлером Цейлонского университета (англ.).

## Список губернаторов (1798—1948)
Между 1796 годом, когда британские войска впервые высадились на острове, и 1798 годом, когда был назначен первый губернатор Цейлона, остров управлялся губернатором Мадраса.
| Губернаторы Цейлона (1798—1948) | Губернаторы Цейлона (1798—1948)  | Губернаторы Цейлона (1798—1948) | Губернаторы Цейлона (1798—1948) |
| #                               | Имя                              | С                               | По                              |
| ------------------------------- | -------------------------------- | ------------------------------- | ------------------------------- |
| 1                               | Фредерик Норт                    | 12 октября 1798                 | 19 июля 1805                    |
| 2                               | Томас Мейтланд                   | 19 июля 1805                    | 19 марта 1811                   |
| 3                               | Роберт Браунригг                 | 11 марта 1812                   | 1 февраля 1820                  |
| 4                               | Эдвард Пэджет                    | 2 февраля 1822                  | 6 ноября 1822                   |
| 5                               | Эдвард Барнс                     | 18 января 1824                  | 13 октября 1831                 |
| 6                               | Роберт Уилмот-Хортон             | 23 октября 1831                 | 7 ноября 1837                   |
| 7                               | Джеймс Александр Стюарт-Маккензи | 7 ноября 1837                   | 15 апреля 1841                  |
| 8                               | Колин Кэмпбелл                   | 15 апреля 1841                  | 19 апреля 1847                  |
| 9                               | Джордж Бинг                      | 29 мая 1847                     | 18 октября 1850                 |
| 10                              | Джордж Уильям Андерсон           | 27 ноября 1850                  | 18 января 1855                  |
| 11                              | Генри Джордж Уорд                | 11 мая 1855                     | 30 июня 1860                    |
| 12                              | Чарльз Джастин Маккарти          | 22 октября 1860                 | 1 декабря 1863                  |
| 13                              | Геркулес Робинсон                | 21 марта 1865                   | 4 января 1872                   |
| 14                              | Уильям Генри Грегори             | 4 марта 1872                    | 4 сентября 1877                 |
| 15                              | Джеймс Роберт Лонгден            | 4 сентября 1877                 | 10 июля 1883                    |
| 16                              | Артур Гамильтон-Гордон           | 3 декабря 1883                  | 28 мая 1890                     |
| 17                              | Артур Хэвлок                     | 28 мая 1890                     | 24 октября 1895                 |
| 18                              | Джозеф Вест Риджуэй              | 10 февраля 1896                 | 19 ноября 1903                  |
| 19                              | Генри Артур Блейк                | 3 декабря 1903                  | 11 июля 1907                    |
| 20                              | Генри Эдвард Маккаллум           | 24 августа 1907                 | 24 января 1913                  |
| 21                              | Роберт Чалмерс                   | 18 октября 1913                 | 4 декабря 1915                  |
| 22                              | Джон Андерсон                    | 15 апреля 1916                  | 24 марта 1918                   |
| 23                              | Уильям Генри Мэннинг             | 10 сентября 1918                | 1 апреля 1925                   |
| 24                              | Хью Клиффорд                     | 30 ноября 1925                  | июнь 1927                       |
| 25                              | Герберт Стэнли                   | 20 августа 1928                 | 11 февраля 1931                 |
| 26                              | Грэм Томсон                      | 11 апреля 1931                  | 20 сентября 1933                |
| 27                              | Реджинальд Эдвард Стаббс         | 23 декабря 1933                 | 30 июня 1937                    |
| 28                              | Эндрю Калдекотт                  | 16 октября 1937                 | 19 сентября 1944                |
| 29                              | Генри Монк-Мэйсон Мур            | 19 сентября 1944                | 4 февраля 1948                  |

### Временно исполнявшие обязанности губернатора
| Губернаторы Цейлона (1798—1948) | Губернаторы Цейлона (1798—1948) | Губернаторы Цейлона (1798—1948) |
| Имя                             | С                               | По                              |
| ------------------------------- | ------------------------------- | ------------------------------- |
| Джон Уилсон                     | 19 марта 1811                   | 11 марта 1812                   |
| Эдвард Барнс                    | 1 февраля 1820                  | 2 февраля 1822                  |
| Джеймс Кэмпбелл                 | 6 ноября 1822                   | 18 января 1824                  |
| Джон Уилсон                     | 13 октября 1831                 | 23 октября 1831                 |
| Джеймс Эмерсон Теннент          | 19 апреля 1847                  | 29 мая 1847                     |
| Чарльз Джастин Маккарти         | 18 октября 1850                 | 27 ноября 1850                  |
| Чарльз Джастин Маккарти         | 18 января 1855                  | 11 мая 1855                     |
| Генри Фредерик Локьер           | 30 июня 1860                    | 30 июля 1860                    |
| Чарльз Эдмунд Уилкинсон         | 30 июля 1860                    | 22 октября 1860                 |
| Теренс О’Брайен                 | 1 декабря 1863                  | 21 марта 1865                   |
| Геркулес Робинсон               | 21 марта 1865                   | 16 мая 1865                     |
| Генри Тёрнер Ирвинг             | 4 января 1872                   | 4 марта 1872                    |
| Джон Дуглас                     | 10 июля 1883                    | 3 декабря 1883                  |
| Эдвард Ноэль Уокер (англ.)      | 24 октября 1895                 | 10 февраля 1896                 |
| Эверард Ф. им Турн              | 19 ноября 1903                  | 3 декабря 1903                  |
| Хью Клиффорд                    | 11 июля 1907                    | 24 августа 1907                 |
| Реджинальд Эдвард Стаббс        | 24 января 1913                  | 18 октября 1913                 |
| Реджинальд Эдвард Стаббс        | 4 декабря 1915                  | 15 апреля 1916                  |
| Реджинальд Эдвард Стаббс        | 24 марта 1918                   | 10 сентября 1918                |
| Сесил Клементи                  | 1 апреля 1925                   | 18 октября 1925                 |
| Эдвард Брюс Александр           | 18 октября 1925                 | 30 ноября 1925                  |
| Бернард Генри Бурдийон          | 11 февраля 1931                 | 11 апреля 1931                  |
| Фрэнсис Грэм Тиррелл            | 20 сентября 1933                | 23 декабря 1933                 |
| Максвелл Маклаган Уэддербёрн    | 30 июня 1937                    | 16 октября 1937                 |